# Tranås BoIS
Denna artikel handlar on Tranås BoIS Bandy. Se också Tranås BoIS Fotboll.
Tranås BoIS Bandy är bandyklubb i Tranås i Sverige, som var etablerad i Sverige-eliten under 1960- och 70-talen. Klubben bildades den 13 maj 1941 efter en sammanslagning av Tranås IK och Tranås SK.
Klubben utgör tillsammans med Vetlanda BK och Nässjö IF ett småländskt bandyfäste, som givit bandypubliken många derbyn. Laget spelar i vit tröja, blå byxor och vita strumpor.

## Historik
Tranås BoIS bandy är ett exempel på en lång tradition fylld av både med- och motgångar. Här följer några viktiga nedslag i klubbens historia: 
- Tranås BoIS avancerar till Division I för första gången 1950.
- Publikrekordet är 6 857 personer som ser Tranås Bois möta Nässjö IF på Ängaryd den 10 januari 1965.
- Lennart Hyland blir hedersmedlem i Tranås BoIS 1965.
- Föreningen får ett damlag i bandy 1968.
- Den konstfrusna bandybanan Bredstorps IP invigs 1970.
- Tranås BoIS tar klivet upp i allsvenskan igen 1980.
- 1000:e målet i Division 1 görs av Christer Mannerberg 1984.
- Damlaget vann Division 1 och tog klivet upp i Elitserien 1998.
- Inför säsongen 2008/2009 beslutade BK Derby att på grund av brist på starkt spelarmaterial dra sig ur Allsvenskan, som inför säsongen 2007/2008 blivit Sveriges andradivision, och istället spela i Division 1. Tranås BoIS tog friplatsen [1].

## Profiler i Tranås BoIS
- Torsten Sparv, 27 landskamper
- Jan Andersson, 5 landskamper
- Ove Eltin, 2 landskamper
- Jan Rylander, 2 landskamper
- Bo Klaar, 1 landskamp
- Rune Lundh, 1 landskamp
- Irik Faskhutdinov [2] (Ирик Фасхутдинов), Över 80 landskamper Sovjet/Ryssland. Tvåfaldig världsmästare (enl. gamla VM-upplägget) 1985 och 1989. Vinnare av World Cup i Ljusdal (Zorky) 1990.

Peder Mannerberg